# ボブ・ディランの頭のなか
『ボブ・ディランの頭のなか』（原題：Masked and Anonymous）は、2003年制作のアメリカ合衆国・イギリスの映画。
俳優、文筆家、画家など様々な顔を持つフォークの神様ボブ・ディランが自身の監督作『レナルド&クララ』以来26年ぶりに主演した映画で、近未来の内戦が続くある国を舞台に、刑務所から釈放されカムバックを目指す一人のミュージシャンが政変の渦に巻き込まれていく姿を描く。ディランは自ら脚本と音楽も手がけ、印象的なシーンでは自身の楽曲が使用されているほか、ライブシーンでは当時のバンドメンバーと共に実際に演奏している。ラリー・チャールズの初監督映画。

## あらすじ
近未来。内戦が続き混乱する某国。投獄されていたミュージシャンのジャック・フェイトが刑務所から釈放された。かつてのマネージャー、アンクル・スウィートハートとニナ・ヴェロニカが企画するチャリティーコンサートに出演するため、釈放が認められたのだ。
会場に来たジャックはバンドメンバーとリハーサルを重ね、コンサートの準備を整えるが、その頃、国を揺るがす大事件が起こる。大統領が死去し、彼の息子エドムンドが新しい大統領に就任したのだ。
エドムンドは軍隊を派遣し、コンサートを弾圧、会場は混乱をきたす。ジャックはこの国に歌で平和をもたらそうとする。

## キャスト
- ジャック・フェイト：ボブ・ディラン
- トム・フレンド：ジェフ・ブリッジス
- ペイガン・レース：ペネロペ・クルス
- アンクル・スウィートハート：ジョン・グッドマン
- ニナ・ヴェロニカ：ジェシカ・ラング
- ボビー・キューピッド：ルーク・ウィルソン
- 未亡人：アンジェラ・バセット
- エドガー：スティーヴン・バウアー
- 編集者：ブルース・ダーン
- オスカー・ヴォーグル：エド・ハリス
- 大統領：リチャード・C・サラフィアン
- エドムンド：ミッキー・ローク
- 動物の世話係：ヴァル・キルマー
- クルー#1：クリスチャン・スレーター
- クルー#2：クリス・ペン
- ルシウス：ロバート・ウィズダム
- 事務員：トレイシー・ウォルター
- 武器を持った男：レジー・リー
- チーチ・マリン
- ジョヴァンニ・リビシ
- スーザン・ティレル
- フレッド・ウォード
- マイケル・ポール・チャン
- アレックス・デザー

## 評価
レビュー・アグリゲーターのRotten Tomatoesでは82件のレビューで支持率は24%、平均点は4.20/10となった。Metacriticでは28件のレビューを基に加重平均値が32/100となった。